# Arbejdstilsynet
Arbejdstilsynet är ett myndighet i Danmark med ansvar för arbetsmiljö. Målet är att främja ett sunt arbetsliv för alla. Myndigheten har tre kärnuppgifter: utveckling av lagstiftning, kommunikation om hur det går att uppnå god arbetsmiljö samt tillsyn. Myndigheten bildades 1964 och har sitt säte i Köpenhamn.